# Macrotis leucura
Espèce
Statut de conservation UICN

 EX  : Éteint
Le Bandicoot-lapin à queue blanche ou petit bilby (Macrotis leucura) était un marsupial d'Australie centrale découvert en 1887. Il est considéré comme éteint depuis 1950.

## Description
Macrotis leucura est beaucoup plus petit que le grand bilby (devenu bilby depuis la disparition du petit bilby). Le mâle mesurait de 36,5 à 44 cm de long et la femelle de 32 à 39 cm de long. Le poids variait de 300 et 1 600 g avec une moyenne de 354 g. La longueur de la queue était comprise entre 11,5 et 27,5 cm de long. Le pelage du dos était gris et le ventre blanc ainsi que la queue. Le petit bilby n'avait que 3 doigts aux pattes arrière au lieu de 5. Le doigt 1 a régressé complètement et les doigts 2 et 3 ont fusionné. La femelle avait 8 mamelles disposées en deux rangées de 4.

## Répartition et habitat
Le petit bilby était présent dans le désert de Gibson et le Grand Désert de Sable. Il avait certainement une plus grande aire de répartition mais elle n'est pas connue.

## Alimentation
Le petit bilby était omnivore, il se nourrissait principalement d'insectes (fourmis, termites, coléoptères et larves), de fruits, de graines et de champignons. Il ne buvait pas d'eau, les fruits et graines qu'il consommait lui en procurait en quantité suffisante. La femelle pouvait éventuellement manger ses petits si la nourriture venait à manquer.

## Mode de vie
C'était un animal nocturne qui creusait des terriers d'environ 2,7 m de long (9 pieds) et de 1,5 m de profondeur (5 pieds). Contrairement au grand bilby qui laisse ses terriers ouverts, le petit bilby obstruait l'entrée,.

## Reproduction
La reproduction avait lieu de mars à mai. La femelle donnait naissance à un à trois petits après une période de gestation de 21 jours. Les petits passaient ensuite 70 à 75 jours dans la poche marsupiale de leur mère, accrochés à ses tétons. Ils étaient sevrés 70 jours après être sorti de la poche marsupiale.

## Extinction
On estime que sa disparition est due principalement à l'introduction du renard roux et aux chats féraux.
Les derniers à avoir été vus en vie l'ont été à "Concherie Station" en 1932. Le dernier spécimen trouvé est un crâne trouvé dans un nid d'aigle en 1967. Il semble que l'animal était mort depuis moins de quinze ans.